# Luria lurida
Luria lurida  (Linnaeus, 1758) è un mollusco gasteropode appartenente alla famiglia Cypraeidae.

## Descrizione
La conchiglia di questa cipreide raggiungere mediamente lunghezze di 4-5 cm, in rari casi anche oltre i 6 cm. La superficie dorsale mostra colori uniformi, dal beige al marrone-grigio, e può presentare due bande trasversali strette, appena più chiare del colore di fondo. Alle estremità di ambo i lati è presente una macchia molto scura, diagnostica di questa specie, che contrasta nettamente con il colore chiaro del bordo dorsale. La parte ventrale del guscio è biancastra, appiattita più da un lato che dall'altro.
Il mollusco ha il mantello di colore marrone rossiccio uniforme, ricoperto di piccolissime papille. Quando l'animale è attivo, il mantello ricopre quasi interamente la parte dorsale della conchiglia.

## Biologia
È un organismo sciafilo, che durante le ore diurne tende a rimanere nascosto in grotte e anfratti o altre aree ombreggiate.
Si nutre di spugne dei generi Aplysina, Chondrilla e Tethya.

## Distribuzione e habitat
Questa specie si ritrova lungo le coste atlantiche africane, dal Marocco all'Angola, e nelle isole Canarie, Azzorre e di Capo Verde. È presente anche nel mar Mediterraneo.
Si può osservare su fondali rocciosi ricchi di coralligeno e di alghe, da qualche metro sotto la superficie sino a 40-45 m di profondità.